# Walid Ktila
Walid Ktila –en árabe, وليد كتيلة– (nacido el 20 de julio de 1985) es un deportista tunecino que compite en atletismo adaptado. Ganó siete medallas en los Juegos Paralímpicos de Verano entre los años 2012 y 2024.

## Palmarés internacional
| Juegos Paralímpicos | Juegos Paralímpicos     | Juegos Paralímpicos | Juegos Paralímpicos |
| Año                 | Lugar                   | Medalla             | Prueba              |
| ------------------- | ----------------------- | ------------------- | ------------------- |
| 2012                | Londres (Reino Unido)   | Medalla de oro      | 100 m T34           |
| 2012                | Londres (Reino Unido)   | Medalla de oro      | 200 m T34           |
| 2016                | Río de Janeiro (Brasil) | Medalla de oro      | 100 m T34           |
| 2016                | Río de Janeiro (Brasil) | Medalla de plata    | 800 m T34           |
| 2020                | Tokio (Japón)           | Medalla de oro      | 100 m T34           |
| 2020                | Tokio (Japón)           | Medalla de oro      | 800 m T34           |
| 2024                | París (Francia)         | Medalla de plata    | 100 m T34           |